# Meurtre de Scott Amedure
 (mai 2020).
Le contenu est difficilement compréhensible vu les erreurs de traduction, qui sont peut-être dues à l'utilisation d'un logiciel de traduction automatique.
Scott Bernard Amedure (né le 26 janvier 1963 à Pittsburgh et mort le 9 mars 1995 à Lake Orion) est un Américain victime d'un meurtre perpétré par Jonathan Schmitz (né le 18 juillet 1970).
Au cours de l'enregistrement d'un talk-show télévisé : The Jenny Jones Show, Scott Amedure a révélé qu'il était amoureux de Jonathan Schmitz. Trois jours plus tard, Schmitz est allé voir Amedure et lui a tiré deux balles dans la poitrine. Il a alors appelé les urgences et avoué le meurtre. Il a été reconnu coupable de meurtre au second degré (qualification donnée aux États-Unis pour un homicide volontaire non-prémédité). La famille de Scott a poursuivi avec succès The Jenny Jones Show pour mort injustifiée, mais le jugement a par la suite été annulé par la Cour d'appel du Michigan. L'épisode n'a jamais été diffusé mais des extraits de celui-ci ont été diffusés pour divers programmes télévisés.

## La participation dans l’émission "The Jenny Jones Show"
Le 6 mars 1995, Scott Amedure accompagné de son amie Donna Riley, a enregistré un épisode de The Jenny Jones Show, dans lequel il a révélé son amour secret (secret crush) pour Jonathan Schmitz, un homme qui vivait près de chez lui à Lake Orion, dans le comté d'Oakland (Michigan, États-Unis). Jusqu'à l'enregistrement de l'émission, Schmitz ne savait pas que serait révélé l'attirance que lui portait Amedure. Schmitz a déclaré qu'il avait participé à l'émission par curiosité et a affirmé plus tard que les producteurs avaient laissé entendre que son admirateur était une femme (bien que les producteurs de l'émission avaient signalé à Schmitz que l'admirateur pouvait être masculin ou féminin).
Pendant l’émission, Amedure a été encouragé par la présentatrice Jenny Jones à partager ses fantasmes sur Jonathan Schmitz, après quoi Schmitz a été amené sur scène. Selon le Washington Post : "les deux hommes ont échangé une étreinte maladroite avant que l'hôte ne lâche sa bombe". En réponse à la révélation d'Amedure, Schmitz a ri, gêné et a déclaré qu'il était "complètement hétérosexuel".

## Les conséquences à la suite de l’émission et les détails du meurtre
Selon des images du procès pour meurtre, un ami d'Amedure a déclaré plus tard que Scott et Jonathan étaient sortis boire ensemble la nuit après l'enregistrement et qu'ils auraient eu une relation sexuelle. Selon un témoignage pendant le procès, trois jours après l'enregistrement, Amedure a laissé un mot suggestif chez Schmitz. Après avoir trouvé le billet, Schmitz a retiré de l'argent, a acheté un fusil à pompe et s'est ensuite rendu à la résidence d'Amedure. Il l'a alors interrogé sur le contenu de sa note. Jonathan est retourné à sa voiture, a pris son arme et est revenu voir Scott. Il tire par deux fois dans la poitrine d'Amedure et le tue. Après le meurtre, Schmitz a quitté la résidence, a téléphoné au 9-1-1 et a avoué le meurtre.

## Procès et condamnation de Jonathan Schmitz
Au procès, les avocats de la défense ont fait valoir que Schmitz (qui avait été diagnostiqué comme souffrant de troubles bipolaires, dépressifs et de la maladie de Basedow) avait tué Amedure du fait de sa maladie mentale et de son humiliation lors de l'émission. Schmitz a été reconnu coupable de meurtre en 1996 et condamné de 25 à 50 ans de prison, mais sa condamnation a été annulée en appel. Après son nouveau procès, il a été de nouveau reconnu coupable de la même accusation et sa peine a été rétablie. Jonathan Schmitz a été libéré de prison le 22 août 2017.

## Procès des producteurs de l’émission
En 1999, la famille Amedure avec leur avocat Geoffrey Fieger, a poursuivi The Jenny Jones Show, Telepictures productions et Warner Bros. pour leurs "tactiques d'embuscade" et pour leurs actions négligentes qui ont entraîné la mort de Scott Amedure. En mai, le jury a décerné aux membres de la famille Amedure un dédommagement d'un montant de 29 332 686 dollars. Le jury a conclu que les producteurs de The Jenny Jones Show avaient été à la fois irresponsables et négligents, et jugé que le spectacle avait intentionnellement créé une situation imprévisible sans que la production ne se soucie des conséquences possibles. L'avocat de la défense de Time Warner a affirmé plus tard que le verdict aurait un " effet dissuasif " sur l'industrie audiovisuelle.
Le jugement a ensuite été annulé par la Cour d'appel du Michigan dans une décision de 2 contre 1. Le recours de la famille de Scott auprès de la Cour suprême du Michigan n'a pas abouti, cette dernière ayant refusé d'instruire l'affaire.

## Couverture médiatique
En 1999 le magazine d'information américain Dateline NBC diffuse une interview par Jane Pauley de Jenny Jones qui l'interroge sur sa vie depuis cette affaire de meurtre,
Le podcast Criminal dans leur épisode : Panic Defense a pour sujet le meurtre de Scott Amedure et le procès de Jonathan Schmitz.
Netflix dans sa série de documentaires : Procès médiatiques (saison 1 - épisode : Meurtre et talk-show) revient sur cette affaire et sur l’émergence de la téléréalité,.